# (11300) 1992 WG2
(11300) 1992 WG2 est un astéroïde de la ceinture principale d'astéroïdes découvert en 1992.

## Description
(11300) 1992 WG2 a été découvert le 18 novembre 1992 à Kushiro (Japon) par Seiji Ueda et Hiroshi Kaneda.

### Caractéristiques orbitales
L'orbite de cet astéroïde est caractérisée par un demi-grand axe de 2,46 UA, un périhélie de 2,08 UA, une excentricité de 0,15 et une inclinaison de 1,05° par rapport à l'écliptique. Du fait de ces caractéristiques, à savoir un demi-grand axe compris entre 2 et 3,2 UA et un périhélie supérieur à 1,666 UA, il est classé, selon la JPL Small-Body Database, comme objet de la ceinture principale d'astéroïdes.

### Caractéristiques physiques
(11300) 1992 WG2 a une magnitude absolue (H) de 14,3 et un albédo estimé à 0,146.